# Heinrich Gottfried von Mattuschka
Heinrich Gottfried Graf von Mattuschka, né à Jauer (nom allemand de Jawor, en Pologne) le 22 février 1734, mort à Pitschen (nom allemand de Byczyna, en Pologne) le 9 novembre 1779, est un botaniste allemand.
Il a écrit Flora silesiaca, et a donné leur nom à de nombreuses plantes, notamment Quercus petraea.

## Travaux
- Flora silesiaca oder Verzeichniß der in Schlesien wildwachsenden Pflanzen, 2 volumes, Breslau & Leipzig 1776-1777.

## Liens
Matt. est l’abréviation botanique standard de Heinrich Gottfried von Mattuschka.
Consulter la liste des abréviations d'auteur en botanique ou la liste des plantes assignées à cet auteur par l'IPNI, la liste des champignons assignés par MycoBank, la liste des algues assignées par l'AlgaeBase et la liste des fossiles assignés à cet auteur par l'IFPNI.